# 维勒维埃耶
维勒维埃耶（法語：Villevieille，法語發音：[vil.vjɛj]）是法国加尔省的一个市镇，位于该省西南部，属于尼姆区。

## 地理
维勒维埃耶（43°47'19"N, 4°5'47"E）面积8.28 平方千米，位于法国奧克西塔尼大區加尔省，该省份为法国南部沿海省份，南端濒地中海，北起顺时针与阿尔代什省、沃克吕兹省、罗讷河口省、埃罗省、阿韦龙省和洛泽尔省接壤。
与维勒维埃耶接壤的市镇（或旧市镇、城区）包括：欧雅尔格、孔热尼、丰塔内斯、瑞纳斯、萨利内勒、索米耶尔、苏维尼亚尔格。

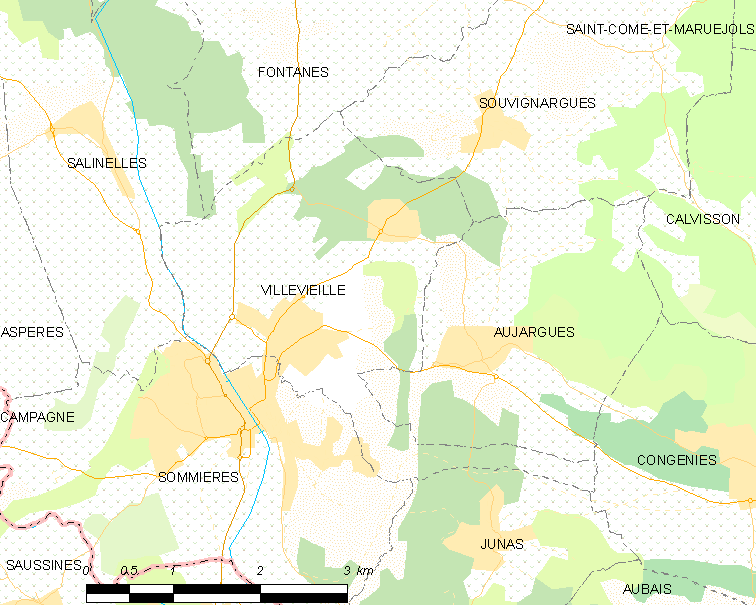
维勒维埃耶的OSM定位图

维勒维埃耶的时区为UTC+01:00、UTC+02:00（夏令时）。

## 行政
维勒维埃耶的邮政编码为30250，INSEE市镇编码为30352。

## 政治
维勒维埃耶所属的省级选区为卡尔维松县。

## 人口

1962-2008年间维勒维埃耶人口变化图示

维勒维埃耶于2022年1月1日时的人口数量为1874人。